# José Saúl Grisales Grisales
José Saúl Grisales Grisales (* 12. April 1964 in Sonsón) ist ein kolumbianischer Geistlicher und römisch-katholischer Bischof von Ipiales.

## Leben
José Saúl Grisales Grisales studierte am Nationalseminar Cristo Sacerdote in La Ceja und empfing am 12. November 1989 durch Bischof Alfonso Uribe Jaramillo das Sakrament der Priesterweihe für das Bistum Sonsón-Rionegro.
Nach weiteren Studien erwarb er das Lizenziat in Liturgiewissenschaft am Päpstlichen Athenaeum Sant’Anselmo in Rom. Er war vor allem in der Priesterausbildung tätig, etwa als Regens des Diözesanseminars. Zeitweise war er örtlicher Mitarbeiter der Apostolischen Nuntiatur in Kolumbien. Später war er Dompfarrer an der Kathedrale Nuestra Señora de Chiquinquirá in Sonsón und seit 2017 Generalvikar des Bistums Sonsón-Rionegro.
Am 3. Februar 2018 ernannte ihn Papst Franziskus zum Bischof von Ipiales. Die Bischofsweihe spendete ihm der Apostolische Nuntius in Kolumbien, Erzbischof Ettore Balestrero, am 17. März desselben Jahres. Mitkonsekratoren waren der Bischof von Sonsón-Rionegro, Fidel León Cadavid Marín, und Elkin Fernando Álvarez Botero, Weihbischof in Medellín. Die Amtseinführung im Bistum Ipiales fand am 17. April 2018 statt.